# Liste von Persönlichkeiten der Stadt Salt Lake City
Die Liste von Persönlichkeiten der Stadt Salt Lake City enthält Personen, die in Salt Lake City im US-Bundesstaat Utah geboren wurden sowie solche, die in Salt Lake City ihren Wirkungskreis hatten, ohne hier geboren zu sein. Beide Abschnitte sind jeweils chronologisch nach dem Geburtsjahr sortiert. Die Liste erhebt keinen Anspruch auf Vollständigkeit.

## In Salt Lake City geborene Persönlichkeiten

### 19. Jahrhundert
- Eliza Barchus (1857–1959), Landschaftsmalerin
- Viola Gillette (1871–1956), Sängerin
- Briant H. Wells (1871–1949), Generalmajor der United States Army
- Maude Ewing Adams Kiskadden (1872–1953), Theaterschauspielerin
- Otto Harbach (1873–1963), Librettist und Textdichter bekannter Songs
- Walter J. Shepard (1876–1936), Politikwissenschaftler und Hochschullehrer
- Mack Swain (1876–1935), Schauspieler und Komiker
- Nelson Margetts (1879–1932), Polospieler und Offizier
- Florence E. Allen (1884–1966), Rechtsanwältin, Staatsanwältin und Richterin
- Devereaux Jennings (1884–1952), Kameramann und Spezialeffektkünstler
- Joseph Santley (1889–1971), Regisseur, Drehbuchautor und Produzent
- Barney McGill (1890–1942), Kameramann
- John K. Cannon (1892–1955), General der United States Air Force
- Frank Borzage (1893–1962), Filmregisseur
- Gordon Jennings (1896–1953), Tricktechniker, Oscargewinner
- Wallace F. Bennett (1898–1993), Politiker

### 20. Jahrhundert

#### 1901 bis 1925
- Lionel Banks (1901–1950), Szenenbildner
- Robert M. Cannon (1901–1976), Generalleutnant der United States Army
- Stephen D. Durrant (1902–1975), Mammaloge und Hochschullehrer
- Joseph Kearns (1907–1962), Schauspieler
- David Hempstead (1909–1983), Filmproduzent und Drehbuchautor
- Richard Irvine (1910–1976), Szenenbildner
- Frank Moss (1911–2003), Politiker
- Hugh Exton (1913–1995), Generalleutnant der United States Army
- Paul Langton (1913–1980), Schauspieler
- Simon Ramo (1913–2016), Physiker, Ingenieur und Unternehmer
- Loretta Young (1913–2000), Schauspielerin
- Parley Baer (1914–2002), Schauspieler, Synchronsprecher und Radiomoderator
- Raymond F. Jones (1915–1994), Science-Fiction-Autor
- F. K. Mearns (1915–1997), Generalleutnant der United States Army
- Thomas Savage (1915–2003), Schriftsteller
- Helen Taylor (1915–1950), Komponistin, Pianistin und Musikpädagogin
- Arleen Whelan (1916–1993), Schauspielerin
- Wendell Rollins (1917–1990), Radrennfahrer
- Robert Walker (1918–1951), Schauspieler
- Gail Halvorsen (1920–2022), Pilot der amerikanischen Luftwaffe während der Berliner Luftbrücke
- John D. Jennings (1920–1992), Filmproduzent
- Keene Curtis (1923–2002), Schauspieler
- Anne Pippin Burnett (1925–2017), Klassische Philologin

#### 1926 bis 1950
- Neal Cassady (1926–1968), Beatnik
- Don Bagley (1927–2012), Jazzbassist und Filmkomponist
- Paula Hawkins (1927–2009), Politikerin
- Thomas S. Monson (1927–2018), Geistlicher
- Vern Leroy Bullough (1928–2006), Historiker, Hochschullehrer, Autor und Sexologe
- John Naisbitt (1929–2021), Zukunftsforscher und Autor
- James Norris (1930–2021), Wasserballspieler
- Grover Krantz (1931–2002), Anthropologe
- Mack Miller (1931–2020), Skilangläufer
- James V. Hansen (1932–2018), Politiker
- Wilford Brimley (1934–2020), Schauspieler
- John L. Harmer (1934–2019), Politiker
- Heber Jentzsch (* 1935), Präsident der Scientology-Kirche
- Larry Scott (1938–2014), Mr. Olympia Bodybuilder
- Robert W. Gore (1937–2020), Ingenieur und Wissenschaftler
- Chadwick Tolman (1938–2024), Chemiker
- Blaine Lindgren (1939–2019), Hürdenläufer
- John Warnock (1940–2023), Unternehmer, Gründer von Adobe Inc.
- David LaFlamme (1941–2023), Rockgeiger
- Paul McCarthy (* 1945), Aktionskünstler
- Craig Venter (* 1946), Biochemiker und Unternehmer
- Bruce Fowler (* 1947), Musiker
- Gary Ridgway (* 1949), Serienmörder
- William Stout (* 1949), Zeichner und Illustrator
- Karl Hansen (* 1950), Schriftsteller

#### 1951 bis 1975
- Tom Fowler (1951–2024), Musiker
- Jack Horsley (* 1951), Schwimmer
- Kim Peek (1951–2009), Inselbegabter
- Roseanne Barr (* 1952), Komikerin, Schauspielerin und Politikerin
- Clayton M. Christensen (1952–2020), Wirtschaftswissenschaftler, Autor und Bischof der Mormonen
- Trent Harris (* 1952), Filmemacher
- Michael Barber (* 1954), römisch-katholischer Bischof von Oakland
- Walt Fowler (* 1955), Musiker
- Tracy Hickman (* 1955), Fantasy-Autor
- Charles Norman Mason (* 1955), Komponist und Musikpädagoge
- Telle Whitney (* 1956), Informatikerin
- Jan Bucher (* 1957), Freestyle-Skierin
- Alec Wodtke (* 1959), Chemiker
- Peter Campbell (1960–2023), Wasserballspieler
- John R. Curtis (* 1960), Politiker
- Steve Young (* 1961), American-Football-Spieler
- Jeff Campbell (* 1962), Wasserballspieler
- David Dobson (* 1962), Mathematiker
- Jon Schmidt (* 1966), Pianist und Komponist
- Mike Starr (1966–2011), Musiker
- Carnell Lake (* 1967), Footballspieler
- Michelle Wright (* 1967), Schauspielerin
- Craig Rodman (* 1972), Freestyle-Skier
- Bill Schuffenhauer (* 1973), Bobfahrer
- Courtney Johnson (* 1974), Wasserballspielerin
- Jaime Bergman (* 1975), Model und Schauspielerin

#### 1976 bis 2000
- Reid Mumford (* 1976), Straßenradrennfahrer
- Devin Brown (* 1978), Basketballspieler
- Matthew Davis (* 1978), Filmschauspieler
- Dustin Guy Defa (* 1978), Filmschauspieler, Filmregisseur und Filmeditor
- Dante Thomas (* 1978), R&B-Sänger und Musiker
- Corbin Allred (* 1979), Filmschauspieler
- David Zabriskie (* 1979), Profi-Radrennfahrer
- K.C. Clyde (* 1980), Schauspieler und Produzent
- Cytherea (* 1981), Pornodarstellerin
- Patrick Fugit (* 1982), Schauspieler
- Sarah Schaub (* 1983), Filmschauspielerin
- Jason Davis (1984–2020), Schauspieler
- Ted Ligety (* 1984), Skirennläufer
- Krissy Lynn (* 1984), Pornodarstellerin und Schauspielerin
- Kaycee Stroh (* 1984), Schauspielerin, Sängerin und Tänzerin
- Will Tukuafu (* 1984), Footballspieler
- Robert Adamson (* 1985), Schauspieler
- Brett Camerota (* 1985), Nordischer Kombinierer
- Lacy Schnoor (* 1985), Freestyle-Skierin
- Olesya Rulin (* 1986), US-amerikanische Schauspielerin russischer Herkunft
- Justin Braun (* 1987), Fußballspieler
- Bryan Dechart (* 1987), Schauspieler und Synchronsprecher
- Hannah Epperson (* 1987), Songwriterin, Sängerin und Violinistin
- Trevor Lewis (* 1987), Eishockeyspieler
- Julianne Hough (* 1988), Schauspielerin und Sängerin
- Abby Ringquist (* 1989), Skispringerin
- Whitney Wolfe Herd (* 1989), Unternehmerin
- Shalaya Kipp (* 1990), Hindernisläuferin
- Caitlin E. J. Meyer (* 1992), Schauspielerin
- Kelsey Dickinson (* 1993), Biathletin und Langläuferin
- Kaden Elliss (* 1995), American-Football-Spieler
- Madison Olsen (* 1995), Freestyle-Skierin
- Vincent Bonacci (* 2000), Biathlet
- Stephen Schumann (* 2000), Nordischer Kombinierer

### 21. Jahrhundert
- Ian Alexander (* 2001), nichtbinärer Schauspieler
- Rell Harwood (* 2001), Freestyle-Skierin
- Sydney Palmer-Leger (* 2002), Skilangläuferin
- Mary Bocock (* 2003), Skirennläuferin
- Elisabeth Bocock (* 2005), Skirennläuferin